# Petrova crkva

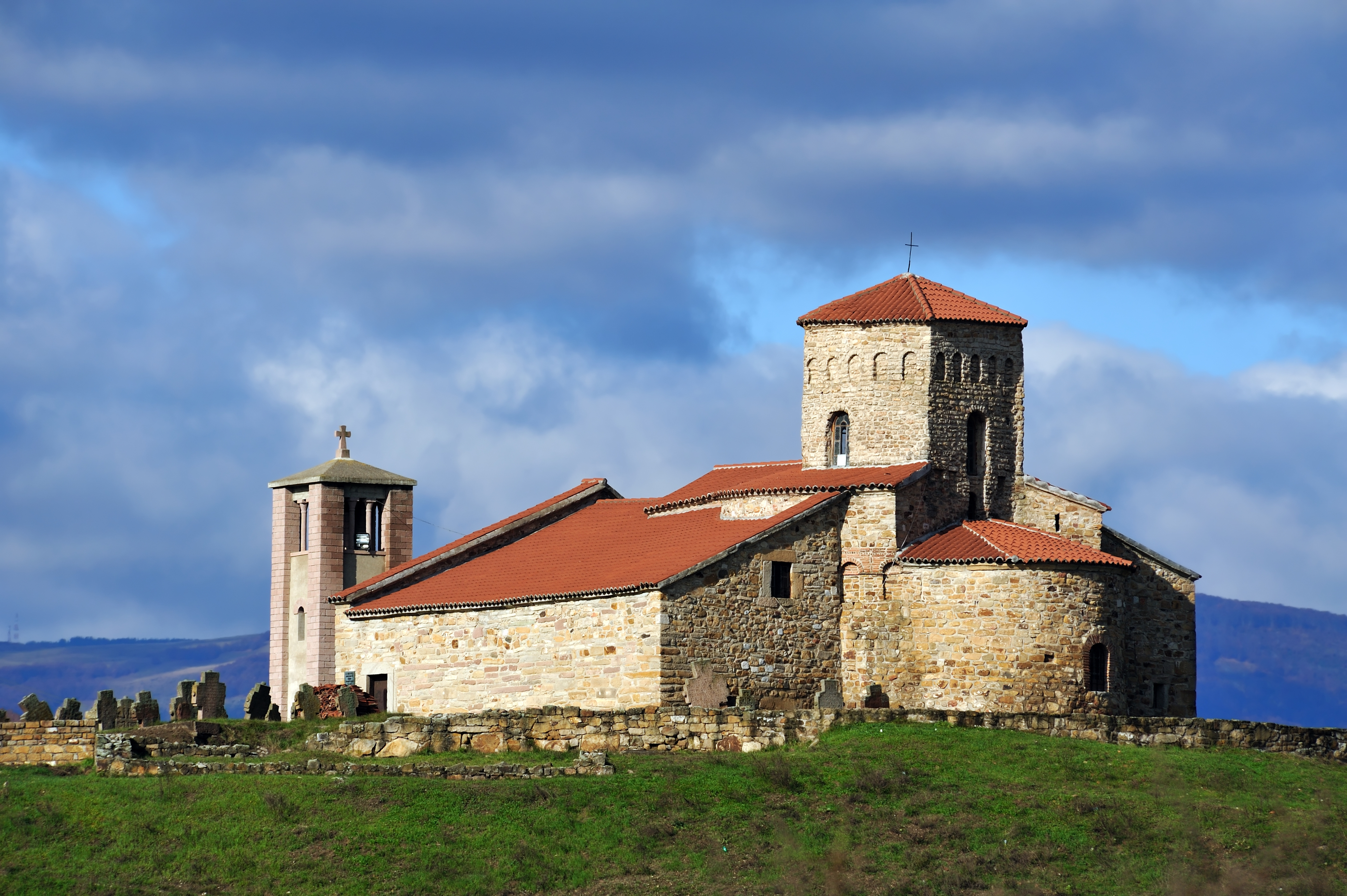
Petrova crkva

Die Petrova crkva (Peterskirche; serbisch-kyrillisch Петрова црква) ist eine Kirche in Serbien.

## Bauweise, Lage und Geschichte
Die Peterskirche liegt in Südwestserbien, zwei Kilometer nördlich von Novi Pazar bei Ras (heute Raška). Sie ist die älteste Kirche in Serbien und das einzige völlig erhalten gebliebene Denkmal aus der Zeit vor den Nemanjiden. Die Kirche steht auf einem Hügel, der schon im 5./6. Jahrhundert vor Christus besiedelt war. Denn bei Konservierungsarbeiten im Jahr 1958 fand man unter den Fundamenten ein illyrisches Fürstengrab mit reichen Grabbeigaben. Der Schmuck aus Gold, Silber und Bernstein, der von der griechisch-archaischen Kunst beeinflusst ist, befindet sich heute im Serbischen Nationalmuseum in Belgrad. Über diesen Funden stand ein römischer Rundbau, welcher als frühchristliche Kirche genutzt war und dessen Fundamente erhalten blieben. Die darauf im 9. Jahrhundert erbaute, byzantinische Rotunde, die der Legende nach vom Apostel-Paulus-Schüler Titus gegründet worden sei, war lange Zeit das bedeutendste Gotteshaus Serbiens und später Sitz des Bischofs, danach Erzbischofs von Raszien. Stefan Nemanja, der Begründer dieser Dynastie, der zur orthodoxen Kirche konvertiert war, hat hier auf einem Konzil die Bogumilen zu Häretikern erklärt und deren Verfolgung beschlossen. Hier trat er auch zugunsten seines Sohnes Stefan Nemanjić zurück.
Grundriss der Peterskirche ist eine in vier Apsiden abgeteilte Rotunde. Die östliche Apsis ist stark ausgeweitet. Über dem quadratischen Mittelraum erhebt sich die hohe Kuppel über dem Tambour (Architektur) auf Trompen. Es finden sich in der Kirche drei Bemalungsschichten, von denen die ältesten Freskenreste im Tambour sind. Im Altarraum sind Fresken aus dem 12. Jahrhundert, die am besten erhaltenen des 13. Jahrhunderts zum Teil an Pfeilern im Mittelraum.
1979 ist die Kirche als Teil der Stätte Stari Ras und Sopoćani in die UNESCO-Liste des Weltkulturerbes aufgenommen worden. 